# 张万春
张万春（1914年—1971年），中国人民解放军将领、中国人民解放军开国少将。
曾任中国人民志愿军46军参谋长。1955年，授予中国人民解放军少将。